# ستيوارت هادلي
ستيوارت هادلي (بالإنجليزية: Stewart Hadley)‏ هو لاعب كرة قدم بريطاني، ولد في 30 ديسمبر 1973 في Dudley ‏ في المملكة المتحدة. لعب مع ديربي كاونتي ونادي مانسفيلد تاون ونادي ووستر سيتي.